# Eugen Kirchner
Pour les articles homonymes, voir Kirchner.
Eugen Kirchner, né le 20 février 1865 à Halle-sur-Saale et mort le 8 mars 1938 à Munich, est un artiste peintre, graveur, caricaturiste et graphiste allemand, proche à ses débuts du Jugendstil.

## Biographie
Eugen Kirchner est élève à l'académie des arts de Berlin à partir de 1883, sous la direction de Paul Thumann et Paul Friedrich Meyerheim.

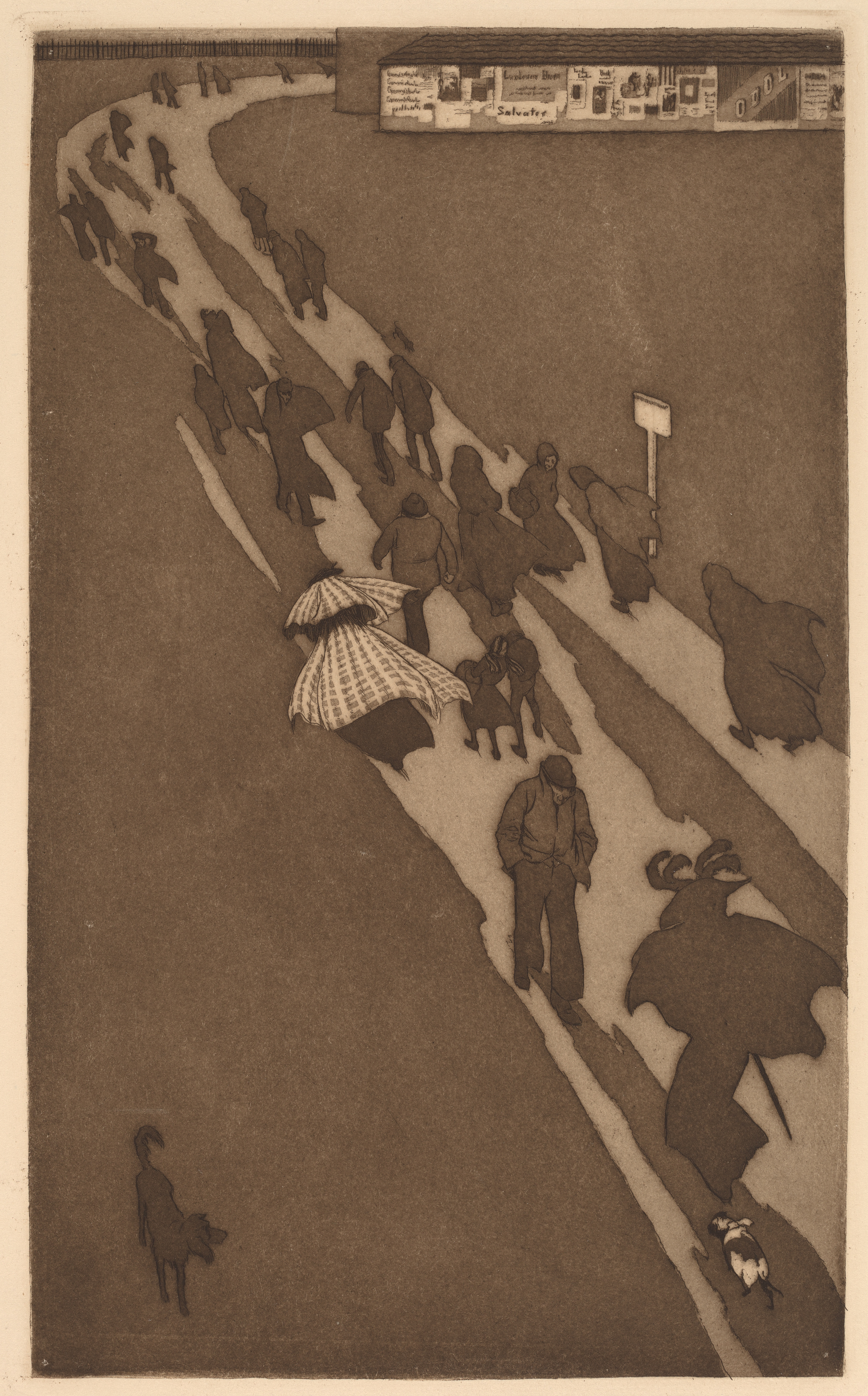
November (1896), eau-forte.

Il rejoint en 1888 la colonie d'artistes de Dachau (de) (Dachauer Künstlerkolonie) fondée par Adolf Hölzel, et produit des paysages et des scènes de genre peints sur le motif, en compagnie de Fritz von Uhde, Leopold von Kalckreuth, Arthur Langhammer (en) et Hugo King.
Dès 1892, il cofonde la sécession de Munich. Lors de l'exposition de 1897, il reçoit une distinction. Il y expose régulièrement jusqu'en 1915.
Il collabore au magazine illustré satirique Fliegende Blätter et produit des eaux-fortes entre autres pour la revue d'art Pan,,.
Il conçoit ensuite des jouets pour la Dresdener Werkstätten für Handwerkskunst, les ateliers d'arts appliqués de Dresde fondés en 1898, spécialisés au départ dans la production de meubles et d'objets de décoration, établissement qui existe toujours sous le nom de Deutsche Werkstätten Hellerau.
En 1904, Hermann Esswein établit une monographie sur son travail graphique dans sa collection « Moderne Illustratoren » publiée par Reinhard Piper (Munich).
En 1909, il fait partie des artistes allemands présentés à la VIIIe Biennale de Venise.
Dans les années 1920, il donne des caricatures au magazine Meggendorfer-Blätter (en).